# Mikael Anderson
Mikael Neville Anderson (* 1. Juli 1998 in Reykjavík, Island) ist ein isländisch-dänischer Fußballspieler.
Er steht bei Aarhus GF unter Vertrag, nachdem er viele Jahre beim FC Midtjylland gespielt hatte und von diesem Verein zwischenzeitlich an Vendsyssel FF sowie an den niederländischen Erstligisten Excelsior Rotterdam verliehen war. Der isländisch-dänische Doppelstaatsbürger Anderson war sowohl dänischer als auch isländischer Nachwuchsnationalspieler; 2018 lief er erstmals für die isländische A-Nationalmannschaft auf.

## Karriere

### Verein

#### Kindheit und Jugend
Mikael Anderson, Sohn eines Vaters aus Jamaika und einer isländischen Mutter, erblickte in Reykjavík das Licht der Welt, zog jedoch im Alter von 10 Jahren mit seinen Eltern nach Dänemark. Er wuchs in Harlev, 14 Kilometer vom Aarhuser Stadtkern entfernt, auf und spielte für den ortsansässigen Fußballverein Harlev IK, wo sich schnell zeigte, dass er gut genug für einen größeren Verein war. Anderson kam schließlich aufgrund der Nähe des Ortes zu Aarhus in die Jugendmannschaften von Aarhus GF und spielte dort bis 2013. Aufgrund der besseren Entwicklungsmöglichkeiten entschied er sich seinerzeit für einen Wechsel aus Ostjütland ins zentraljütische Herning zum FC Midtjylland. Nach Meinung von Mikael Anderson waren „die Bedingungen beim FCM einfach besser“. Weiter: „Mein Herz sagte AGF, aber ich sah beim FCM weitaus bessere Entwicklungsmöglichkeiten“.

#### FC Midtjylland und Leihstationen
Beim FC Midtjylland gab Anderson am 1. Dezember 2016 bei der 1:2-Niederlage bei Silkeborg IF im Alter von 18 Jahren sein Profidebüt in der Superligaen. Da er Spielpraxis sammeln sollte, wurde er Ende August 2017 an den Zweitligisten Vendsyssel FF verliehen. In Nordjütland kam Mikael Anderson regelmäßig zum Einsatz – er schoss fünf Tore und bereitete ein weiteres vor – und qualifizierte sich für die Play-off-Spiele gegen Lyngby BK. Im Hinspiel erzielte er den 1:0-Siegtreffer und auch im Rückspiel gelang ihm – in der Nachspielzeit – das 2:1-Siegtor, womit sein Leihverein in die Superligaen aufstieg. Anderson durfte aber nicht bleiben, sondern musste nach Herning zurückkehren.
Der FC Midtjylland verlieh ihn allerdings im Juli 2018 erneut, dieses Mal in die Niederlande zu Excelsior Rotterdam. Mikael Anderson hatte teils verletzungsbedingt nicht immer spielen können und kam nicht selten in der Reservemannschaft zum Einsatz. Die Rotterdamer, zusammen mit Sparta im Schatten des großen Feyenoord, mussten in die Play-off-Runde und trafen dort auf RKC Waalwijk. Dabei stand nach einer 1:2-Niederlage im Hinspiel und einem 1:1-Unentschieden im Rückspiel der Abstieg aus der Eredivisie. Wieder zurück beim „FCM“, kam Anderson regelmäßig zum Einsatz und trug mit vier Toren sowie genauso vielen Vorlagen zum Gewinn des dänischen Meistertitels bei. Noch am Anfang der Saison spielte der Verein in der dritten Qualifikationsrunde zur Europa League, schied allerdings dort gegen die Glasgow Rangers aus. Als Meister starteten sie in der Qualifikation zur Champions League und qualifizierten sich nach Erfolgen gegen den bulgarischen Ludogorets Rasgrad, den BSC Young Boys sowie Slavia Prag für die Gruppenphase. Hierzu muss man wissen, dass aufgrund der seinerzeitigen COVID-19-Pandemie die Qualifikation teils ohne Rückspiele ausgetragen wurde. Mit Atalanta Bergamo, dem FC Liverpool sowie Ajax Amsterdam waren die Gruppengegner prominent und Mikael Anderson, der in fünf von sechs Gruppenspielen zum Einsatz kam, schied mit seinem Verein sieglos nach der Gruppenphase aus, wobei sowohl im vorletzten Spiel in Bergamo als auch in der letzten Partie gegen die „Reds“ man immerhin ein 1:1-Unentschieden holen konnte. In der Liga kam Anderson regelmäßig zum Einsatz, war aber häufiger Einwechselspieler. Zu Beginn der Saison 2021/22 blieb er noch im Verein, verließ Herning aber kurz vor Ende des Sommertransferfensters und beendete seine Zeit beim FCM.

#### Rückkehr zu AGF
Mikael Anderson kehrte schließlich zu seinem Jugendverein aus Aarhus zurück und entschied sich gegen Angebote von Lokomotiv Moskau oder dem Hamburger SV. Als zentraler Mittelfeldspieler war er sofort Stammspieler und musste mit seinem Verein in die Abstiegsrunde, in der allerdings der Klassenerhalt gesichert wurde. Während der regulären Saison hatte Anderson fünf Tore erzielt. In der folgenden Saison qualifizierte er sich mit Aarhus GF für die Meisterrunde und dort gelang dem Klub die Teilnahme für die zweite Qualifikationsrunde zur Conference League sicherzustellen. Dort schieden Mikael Anderson und Aarhus gegen den FC Brügge aus. National erreichten sie erneut die Teilnahme an der Meisterrunde, in der jedoch die Qualifikation für die europäischen Wettbewerbe verpasst wurden. Zudem qualifizierten sie sich für das Endspiel im dänischen Pokal, verloren allerdings gegen Silkeborg IF.

### Nationalmannschaft
Mikael Anderson war dreimal für die isländische U17-Nationalmannschaft aufgelaufen, ehe er sich entschied, für die dänischen Auswahlmannschaften zu spielen. Für die dänische U18-Nationalelf sowie für die dänische U19-Nationalmannschaft absolvierte er jeweils eine Partie. Danach lief er wieder für die isländischen Auswahlmannschaften auf und spielte für die isländische U21-Nationalmannschaft. Mit der U21 nahm Anderson an der U21-Europameisterschaft 2021 in Ungarn und Slowenien teil, wo die Isländer nach der Gruppenphase ausschieden. Dabei kam er in allen drei Partien zum Einsatz.
Am 11. Januar 2018 lief Mikael Anderson bei einem 6:0-Sieg in einem inoffiziellen Freundschaftsspiel in Sleman gegen Indonesien erstmals für die isländische A-Nationalmannschaft auf. Am 14. November 2019 wurde er im EM-Qualifikationsspiel in Istanbul gegen die Türkei in der 85. Minute für Ari Skúlason eingewechselt. Da diese Partie ein Pflichtspiel war, ist Anderson nun nicht mehr für die dänische A-Nationalmannschaft spielberechtigt. In der Qualifikation für die europaweit ausgetragene Europameisterschaft kam er zu insgesamt zwei Einsätzen und Island musste in die Play-offs, wo die Isländer, die vorher sowohl bei der Europameisterschaft 2016 in Frankreich als auch bei der Weltmeisterschaft 2018 in Russland teilgenommen hatten, das Finale erreichten, allerdings trotz einer 1:0-Führung gegen Ungarn durch zwei späte Tore mit 1:2 verloren und somit die Teilnahme an der Endrunde verpassten. Im Halbfinale gegen Rumänien gehörte Mikael Anderson zum Kader, kam allerdings nicht zum Einsatz. In der Qualifikation für die Weltmeisterschaft 2022 spielte er in zwei Partien und verpasste mit den Isländern die Qualifikation für die Endrunde.